# عبد الرحمن بن الضحاك
أبو مُحَمد عبد الرحمن بن الضحاك بن قيس الفهري القرشي أمير من أشراف العرب وأعيانهم وهو ابن الصحابي الضحاك بن قيس، ولاه يزيد بن عبد الملك إمارة المدينة المنورة عام 101 هـ وضم إليه إمارة مكة المكرمة عام 103 هـ فصار أميراً على الحجاز كله حتى غضب عليه يزيد وعزله عنها في سنة 104 هـ وغرمه مالاً كثيراً وأمر ببسط العذاب عليه، وولى على المدينة عبد الواحد بن عبد الله النصري. قال شمس الدين الذهبي: «عبد الرحمن بن الضحاك بن قيس الفهري أحد أشراف العرب، ولي إمرة المدينة، فأحسن إلى أهلها، وذكر الواقدي انه خطب فاطمة بن الحسين بن علي بن أبي طالب رضي الله عنهم، فأبت، فألح عليها، فشكته إلى الخليفة يزيد بن عبد الملك، فغضب لها وعزله، وغرمه أربعين ألف دينارٍ، وطوف به في جبة صوفٍ».

## نسبه
- هو عبد الرحمن بن الضحاك بن قيس بن خالد بن وهب بن ثعلبة بن وائلة بن عمرو بن شيبان بن محارب بن فهر بن مالك بن قريش بن كنانة الفهري القرشي الكناني يُكَنى بأبي مُحَمد.[3]
- أمه هي ماوية بنت يزيد بن جبلة بن لأم بن حصن بن كعب بن عليم بن جناب الكلبية.

## إمارته على مكة والمدينة
ولاه الخليفة الأموي يزيد بن عبد الملك على المدينة المنورة بعد أن عزل واليها أبو بكر بن محمد بن عمرو بن حزم وذلك في سنة 101 هـ فأحسن عبد الرحمن إلى أهلها، ثم ضم إليه يزيد ولاية الحجاز كلها عام 103 هـ فكان يحج بالناس في مواسم 101 هـ و102 هـ و103 هـ. وقد غضب عليه يزيد بن عبد الملك وعزله عن ولايته ثم أمر بجلده وتغريمه وذلك في سنة 104 هـ وكان سبب غضب الخليفة عليه أنه خطب فاطمة بن الحسين وكان زوجها الحسن المثنى قد مات عنها، فأبت الزواج من ابن الضحاك وقالت: ما أُريد الزواج، ولقد قعدت على بني هؤلاء، فألح عليها، فغضبت وشكته إلى يزيد بن عبد الملك، فغضب يزيد غضباً شديداً وقال قد أجترأ ابن الضحاك على ذلك ! وعزله وكتب إلى عبد الواحد بن عبد الله النصري بولاية المدينة وأمره ببسط العذاب على ابن الضحاك حتى يسمع صوته وهو على فراشه، وأمره بتغريمه أربعين ألف دينار، فلما وصلت تلك الأخبار إلى ابن الضحاك هرب من المدينة إلى دمشق وقصد مسلمة بن عبد الملك وأستجار به، فكلم مسلمة فيه يزيد، فأبى يزيد أن يعفيه بعد ما فعل وأمر برده إلى النصري في المدينة، فعذبه النصري بأمر يزيد بن عبد الملك وألبسه جبة من صوف ولقي شراً عظيماً.